# Kieran Monlouis
Keiran Dion Monlouis (Lewisham, 15 aprile 1995) è un ex calciatore santaluciano, di ruolo difensore.

## Carriera

### Club
Ha giocato nei settori giovanili di Crystal Palace, Stoke City e Charlton. Nell'estate del 2015, dopo essere stato svincolato dal Charlton, è andato a giocare in Isthmian League Division One North (ottava divisione inglese) al Maldon & Tiptree, con cui nella stagione 2015-2016 ha giocato 38 partite di campionato e segnato tre reti. Nell'estate del 2016 partecipa al ritiro precampionato del Norwich City, giocando anche in alcuni incontri amichevoli con la prima squadra, ma di fatto non viene tesserato dai Canaries e fa ritorno in ottava divisione al Maldon & Tiptree, con cui gioca ulteriori 15 partite di campionato durante la prima metà della stagione 2016-2017, che termina invece giocando prima al Sudbury, club di Isthmian League (settima divisione), in cui si trasferisce nel febbraio del 2017 dopo un provino di un mese al Barnet (club di quinta divisione) e poi, dopo otto presenze in poco più di un mese, al St Albans City, club di National League South (sesta divisione).
Dopo un'ulteriore stagione trascorsa giocando da titolare in sesta divisione al St Albans City, nell'agosto del 2018 viene tesserato dall'Hamilton Academical, club della massima serie scozzese, firmando un contratto biennale, ma con cui non ha però di fatto giocato nessuna partita di campionato. Nel febbraio del 2019 fa ritorno in Inghilterra, dove va a concludere la stagione 2018-2019 giocando in sesta divisione con la maglia dell'Hemel Hempstead Town. In seguito ha giocato in questa stessa categoria anche con il Dulwich Hamlet ed in Isthmian League (settima divisione) con il Margate e con l'Horsham. Nell'estate del 2021 va a giocare all'Ebbsfleet United, tornando così in National League South, campionato che peraltro vince nella stagione 2022-2023.

### Nazionale
Nel 2019 ha esordito in nazionale, giocando nell'arco di tre giorni due partite nella fase a gironi della CONCACAF Nations League.

## Statistiche

### Cronologia presenze e reti in nazionale
| Cronologia completa delle presenze e delle reti in nazionale ― Saint Lucia | Cronologia completa delle presenze e delle reti in nazionale ― Saint Lucia | Cronologia completa delle presenze e delle reti in nazionale ― Saint Lucia | Cronologia completa delle presenze e delle reti in nazionale ― Saint Lucia | Cronologia completa delle presenze e delle reti in nazionale ― Saint Lucia | Cronologia completa delle presenze e delle reti in nazionale ― Saint Lucia | Cronologia completa delle presenze e delle reti in nazionale ― Saint Lucia | Cronologia completa delle presenze e delle reti in nazionale ― Saint Lucia |
| Data                                                                       | Città                                                                      | In casa                                                                    | Risultato                                                                  | Ospiti                                                                     | Competizione                                                               | Reti                                                                       | Note                                                                       |
| -------------------------------------------------------------------------- | -------------------------------------------------------------------------- | -------------------------------------------------------------------------- | -------------------------------------------------------------------------- | -------------------------------------------------------------------------- | -------------------------------------------------------------------------- | -------------------------------------------------------------------------- | -------------------------------------------------------------------------- |
| 16-11-2019                                                                 | Gros Islet                                                                 | Saint Lucia                                                                | 1 – 0                                                                      | Rep. Dominicana                                                            | CONCACAF Nations League 2019-2020 - Fase a gironi                          | -                                                                          |                                                                            |
| 19-11-2019                                                                 | Gros Islet                                                                 | Saint Lucia                                                                | 0 – 1                                                                      | Montserrat                                                                 | CONCACAF Nations League 2019-2020 - Fase a gironi                          | -                                                                          |                                                                            |
| Totale                                                                     |                                                                            | Presenze                                                                   | 2                                                                          |                                                                            | Reti                                                                       | 0                                                                          |                                                                            |

## Palmarès

### Club

#### Competizioni nazionali
- National League South: 1

Ebbsfleet United: 2022-2023